# Liste der Länderspiele der nicaraguanischen Futsalnationalmannschaft
Die nachfolgende Liste enthält alle Länderspiele der nicaraguanischen Futsalnationalmannschaft der Männer, die der Fußballverband von Nicaragua, die Federación Nicaragüense de Fútbol (FENIFÚT), im Jahr 2000 gegründet hat. Futsal ist die einzige von der FIFA anerkannte Variante des Hallenfußballs. Bisher wurden 15 Länderspiele ausgetragen.

## Länderspielübersicht
Legende
- Erg. = Ergebnis
- n. V. = nach Verlängerung
- i. S. = im Sechsmeterschießen
- abg. = Spielabbruch
- H = Heimspiel
- A = Auswärtsspiel
- * = Spiel auf neutralem Platz
- Hintergrundfarbe grün = Sieg
- Hintergrundfarbe gelb = Unentschieden
- Hintergrundfarbe rot = Niederlage

| Nr.                    | Datum      | Erg.                | Gegner     |   | Austragungsort                                                          | Anlass                                     | Bemerkungen                                                                                         |
| ---------------------- | ---------- | ------------------- | ---------- | - | ----------------------------------------------------------------------- | ------------------------------------------ | --------------------------------------------------------------------------------------------------- |
| 1                      | 20.07.2000 | 1:10                | Costa Rica | A | Heredia 1 (CRC), Palacio de los Deportes                                | CONCACAF-Meisterschaft 2000- Endrunde      | Erstes Auswärtsspiel Erste Niederlage Erste Auswärtsniederlage Erstes Länderspiel gegen Costa Rica  |
| 2                      | 22.07.2000 | 2:9                 | Kuba       | * | Heredia 1 (CRC), Palacio de los Deportes                                | CONCACAF-Meisterschaft 2000- Endrunde      | Erstes Spiel auf neutralem Platz Erste Niederlage auf neutralem Platz Erstes Länderspiel gegen Kuba |
| 3                      | 24.07.2000 | 4:11                | Suriname   | * | Heredia 1 (CRC), Palacio de los Deportes                                | CONCACAF-Meisterschaft 2000- Endrunde      | Höchste Niederlage auf neutralem Platz Erstes Länderspiel gegen Suriname                            |
| 4                      | 23.11.2001 | 1:8                 | Guatemala  | A | Guatemala-Stadt (GUA), Domo Polideportivo de la CDAG                    | Juegos Deportivos Centroamericanos 2001    | Erstes Länderspiel gegen Guatemala                                                                  |
| 5                      | 25.11.2001 | 2:9                 | Costa Rica | * | Guatemala-Stadt (GUA), Domo Polideportivo de la CDAG                    | Juegos Deportivos Centroamericanos 2001    | |
| 6                      | 27.01.2016 | 2:13                | Guatemala  | A | Guatemala-Stadt (GUA), Domo Polideportivo de la CDAG                    | CONCACAF-Meisterschaft 2016- Qualifikation | Höchste Niederlage Höchste Auswärtsniederlage                                                       |
| 7                      | 28.01.2016 | 2:6                 | Honduras   | * | Guatemala-Stadt (GUA), Domo Polideportivo de la CDAG                    | CONCACAF-Meisterschaft 2016- Qualifikation | Erstes Länderspiel gegen Honduras                                                                   |
| 8                      | 10.11.2017 | 1:4                 | Honduras   | A | Tegucigalpa (HON), Universidad Pedagógica Nacional Francisco Morazán    | Freundschaftsspiel                         | |
| 9 2                    | 11.11.2017 | 2:5                 | Honduras   | A | Tegucigalpa (HON), Universidad Pedagógica Nacional Francisco Morazán    | Freundschaftsspiel                         | |
| 10 2                   | 11.11.2017 | 4:2                 | Honduras   | A | Tegucigalpa (HON), Universidad Pedagógica Nacional Francisco Morazán    | Freundschaftsspiel                         | Erster Sieg Erster Auswärtssieg Höchster Sieg Höchster Auswärtssieg                                 |
| 11                     | 12.11.2017 | 1:5                 | Honduras   | A | Tegucigalpa (HON), Universidad Pedagógica Nacional Francisco Morazán    | Freundschaftsspiel                         | |
| 12                     | 13.12.2017 | 1:7                 | Honduras   | H | Managua, Gimnasio de Balonmano del Instituto Nicaragüense de Deportes   | Juegos Deportivos Centroamericanos 2017    | Erstes Heimspiel Erste Heimniederlage Höchste Heimniederlage                                        |
| 13                     | 14.12.2017 | 2:3                 | Panama     | H | Managua, Gimnasio de Balonmano del Instituto Nicaragüense de Deportes   | Juegos Deportivos Centroamericanos 2017    | Erstes Länderspiel gegen Panama                                                                     |
| 14                     | 16.12.2017 | 2:5                 | Costa Rica | H | Managua, Gimnasio de Balonmano del Instituto Nicaragüense de Deportes   | Juegos Deportivos Centroamericanos 2017    | |
| 15                     | 17.12.2017 | 2:2 n. V. 3:1 i. S. | Honduras   | H | Managua, Gimnasio de Balonmano del Instituto Nicaragüense de Deportes 3 | Juegos Deportivos Centroamericanos 2017    | Erstes Unentschieden Erstes Heimunentschieden Höchstes Unentschieden Höchstes Heimunentschieden     |
| Stand: 27. August 2018 |            |                     |            |   |                                                                         |                                            | |

## Statistik
In der Statistik werden nur die offiziellen Länderspiele berücksichtigt.
Legende
- Sp. = Spiele
- Sg. = Siege
- Uts. = Unentschieden
- Ndl. = Niederlagen
- Hintergrundfarbe grün = positive Bilanz
- Hintergrundfarbe gelb = ausgeglichene Bilanz
- Hintergrundfarbe rot = negative Bilanz

### Gegner
| Land       | Kontinentalverband | Sp. | Sg. | Uts. | Ndl. | Torverhältnis |
| ---------- | ------------------ | --- | --- | ---- | ---- | ------------- |
| Costa Rica | CONCACAF           | 3   | 0   | 0    | 3    | 05:24         |
| Guatemala  | CONCACAF           | 2   | 0   | 0    | 2    | 03:21         |
| Honduras   | CONCACAF           | 7   | 1   | 1    | 5    | 0 13:31 4     |
| Kuba       | CONCACAF           | 1   | 0   | 0    | 1    | 2:9           |
| Panama     | CONCACAF           | 1   | 0   | 0    | 1    | 2:3           |
| Suriname   | CONCACAF           | 1   | 0   | 0    | 1    | 04:11         |
| Gesamt     | Gesamt             | 15  | 1   | 1    | 13   | 29:99         |

### Kontinentalverbände
| Kontinentalverband                 | Sp. | Sg. | Uts. | Ndl. | Torverhältnis |
| ---------------------------------- | --- | --- | ---- | ---- | ------------- |
| AFC (Asien)                        | 0   | 0   | 0    | 0    | 0:0           |
| CAF (Afrika)                       | 0   | 0   | 0    | 0    | 0:0           |
| CONCACAF (Nord- und Mittelamerika) | 15  | 1   | 1    | 13   | 0 29:99 4     |
| CONMEBOL (Südamerika)              | 0   | 0   | 0    | 0    | 0:0           |
| OFC (Ozeanien)                     | 0   | 0   | 0    | 0    | 0:0           |
| UEFA (Europa)                      | 0   | 0   | 0    | 0    | 0:0           |
| Gesamt                             | 15  | 1   | 1    | 13   | 29:99         |

### Anlässe
| Anlass                                      | Sp. | Sg. | Uts. | Ndl. | Torverhältnis |
| ------------------------------------------- | --- | --- | ---- | ---- | ------------- |
| CONCACAF-Meisterschaft-Endrundenspiele      | 3   | 0   | 0    | 3    | 07:30         |
| CONCACAF-Meisterschaft-Qualifikationsspiele | 2   | 0   | 0    | 2    | 04:19         |
| Juegos Deportivos Centroamericanos-Spiele   | 6   | 0   | 1    | 5    | 0 10:34 4     |
| Freundschaftsspiele                         | 4   | 1   | 0    | 3    | 08:16         |
| Gesamt                                      | 15  | 1   | 1    | 13   | 29:99         |

### Spielarten
| Spielart                       | Sp. | Sg. | Uts. | Ndl. | Torverhältnis |
| ------------------------------ | --- | --- | ---- | ---- | ------------- |
| Heimspiele (H)                 | 4   | 0   | 1    | 3    | 0 7:17 4      |
| Spiele auf neutralem Platz (*) | 4   | 0   | 0    | 4    | 10:35         |
| Auswärtsspiele (A)             | 7   | 1   | 0    | 6    | 12:47         |
| Gesamt                         | 15  | 1   | 1    | 13   | 29:99         |

### Austragungsorte
| Austragungsort  | Land       | Sp. | Sg. | Uts. | Ndl. | Torverhältnis |
| --------------- | ---------- | --- | --- | ---- | ---- | ------------- |
| Guatemala-Stadt | Guatemala  | 4   | 0   | 0    | 4    | 07:36         |
| Heredia         | Costa Rica | 3   | 0   | 0    | 3    | 07:30         |
| Managua         | Nicaragua  | 4   | 0   | 1    | 3    | 0 7:17 4      |
| Tegucigalpa     | Honduras   | 4   | 1   | 0    | 3    | 08:16         |
| Gesamt          | Gesamt     | 15  | 1   | 1    | 13   | 29:99         |

### Spielergebnisse
|      | Gegentore | Gegentore | Gegentore | Gegentore | Gegentore | Gegentore | Gegentore | Gegentore | Gegentore | Gegentore | Gegentore | Gegentore | Gegentore | Gegentore |
| Tore | 0         | 1         | 2         | 3         | 4         | 5         | 6         | 7         | 8         | 9         | 10        | 11        | 12        | 13        |
| ---- | --------- | --------- | --------- | --------- | --------- | --------- | --------- | --------- | --------- | --------- | --------- | --------- | --------- | --------- |
| 0    | -         | -         | -         | -         | -         | -         | -         | -         | -         | -         | -         | -         | -         | -         |
| 1    | -         | -         | -         | -         | 1         | 1         | -         | 1         | 1         | -         | 1         | -         | -         | -         |
| 2    | -         | -         | 0 1 4     | 1         | -         | 2         | 1         | -         | -         | 2         | -         | -         | -         | 1         |
| 3    | -         | -         | -         | -         | -         | -         | -         | -         | -         | -         | -         | -         | -         | -         |
| 4    | -         | -         | 1         | -         | -         | -         | -         | -         | -         | -         | -         | 1         | -         | -         |